# Van Gesseler
Van Gesseler is een geslacht waarvan leden sinds 1817 tot de Nederlandse adel van het koninkrijk behoorden en dat in 1908 uitstierf.

## Geschiedenis
De stamreeks begint met Hendrik van Gesseler die samen met zijn zoon Hendrik in 1565 vermeld wordt als voogd over de kinderen van zijn andere zoon Johan; deze laatste wordt vermeld in 1544 als burger van Deventer.
Bij Koninklijk Besluit van 27 december 1817 werd een nazaat, mr. J.E.W. van Gesseler (1768-1836), verheven in de Nederlandse adel waardoor hij en zijn nageslacht tot de Nederlandse adel gingen behoren; hij was een zoon van mr. Herman van Gesseler (1718-1780), stadssecretaris van Groningen, en Emma Hillegonda Geertsema (1724-1795) welke laatste in 1787 de borg Scheltkema-Nijenstein had gekocht en naliet aan haar zoon. Met een zoon van die laatste stierf het Nederlandse adellijke geslacht in 1908 uit.
Een zoon van jkvr. Enna Hillegonda van Gesseler (1799-1866) en dr. Wolter Verschuir (1796-1856), namelijk Johannes van Gesseler Verschuir (1842-1916), lid van de familie Verschuir, verkreeg bij KB van 1904 de geslachtsnaam Van Gesseler Verschuir zodat de naam Van Gesseler nog bleef voortleven; aangezien de laatste mannelijke telg van deze tak, Pieter Rudolph Wolter van Gesseler Verschuir (1883-1962), in 1962 overleed, was deze naamsvoortzetting niet blijvend.

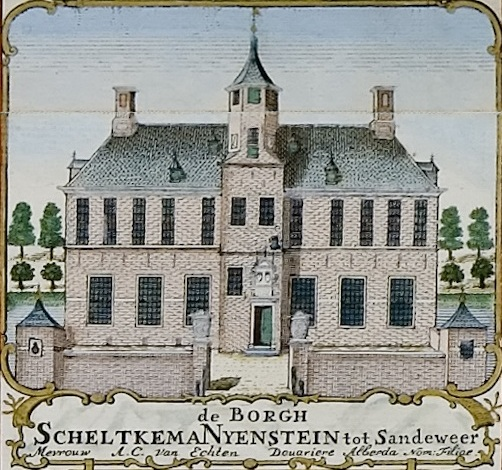
De borg op de kaart van Theodorus Beckeringh (1781)